# Oleg Romanishin
Oleg Mikhailovich Romanishin (en ucraniano: Олег Михайлович Романишин; Lviv, 10 de enero de 1952) es un ajedrecista ucraniano, gran maestro desde 1976. Campeón europeo juvenil en 1973 e integrante del equipo ucraniano campeón del mundo por equipos en 2001.

## Carrera

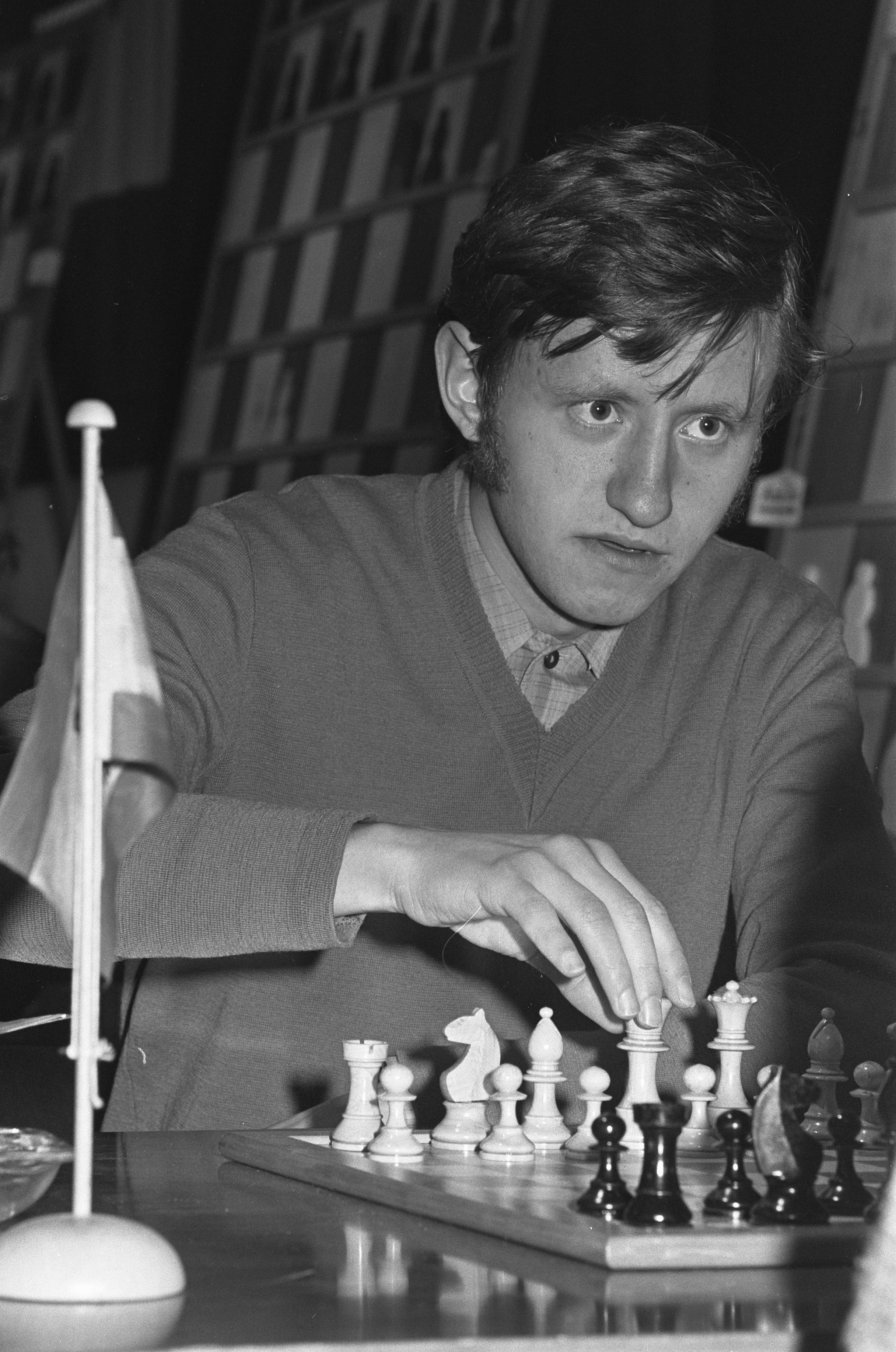
Oleg Romanishin en 1972

Romanishin aprendió a jugar al ajedrez a los 5 años, gracias a su padre quien fue campeón de Lviv. A la edad de 14 años, Oleg se convirtió en candidato a maestro. A temprana edad ganó numerosos premios. En 1973 Romanishin ganó el Campeonato de Europa Juvenil en Groningen, obteniendo además el título de maestro internacional. En 1974 fue miembro del equipo soviético que ganó el Campeonato Mundial de Estudiantes por Equipos en Teesside (Inglaterra), donde mostró el mejor resultado en el cuarto tablero (8/9).
En 1975 tuvo un excelente resultado en el Campeonato de la URSS, compartiendo el segundo lugar con Boris Gulko, Mikhail Tal y Rafael Vaganian, después de Tigran Petrosian. En 1976, se ratificó su título de Gran Maestro.
Romanishin tiene una impresionante colección de victorias en torneos, incluyendo Odessa 1974, Novi Sad 1975, Ereván 1976, Hastings 1976/77, Leningrado 1977 (compartido con Tal), Gausdal 1979, Polanica Zdroj 1980, Lviv 1981 (compartido con Tal), Jurmala 1983, Moscú 1985, Reggio Emilia 1986 (compartido con Andersson y Ljubojević) y Debrecen 1990. Jugando el Campeonato Abierto de Hungría en Györ en 1990 terminó dos puntos por delante del resto. Los segundos puestos en Tilburg 1979 (después de Karpov) y Dortmund 1982 (después de Hort) también fueron hitos importantes en su carrera, al igual que su tercer final igualado en Sochi en 1982.
En su única participación en el ciclo del campeonato mundial, clasificó al torneo de Candidatos de la PCA de 1994, al quedar tercero en el torneo interzonal de la PCA en Groningen en 1993. En su enfrentamiento de cuartos de final contra el indio Viswanathan Anand en Nueva York, cayó eliminado por 5.0-2.0 (+0-3=4).

### Equipo nacional
En las Olimpiadas representó a la Unión Soviética en 1978 (segundo lugar, tras Hungría) y posteriormente jugó para Ucrania hasta la década de 1990, ganando un total de 2 medallas de plata y 2 de bronce. En el Campeonato Europeo de Ajedrez por Equipos, su botín de medallas ha ascendido a la increíble cantidad de 6 oros y 1 plata. Jugó tres campeonatos mundial por equipos, 1993 (2°), 1997 y 2001 (1°)
En el encuentro URSS-Resto del Mundo de 1984, Romanishin fue suplente y jugó tres partidas para el equipo soviético (tablas contra John Nunn y Murray Chandler y derrota contra Tony Miles).

### Clubes
Romanishin jugó para Avangard hasta 1980, con quien ganó el campeonato de clubes soviético en 1978 más tarde para Trud, con quien fue campeón de clubes soviéticos en 1982  y en 1984 ganó la Copa de Clubes de Europa. En el campeonato por equipos de Ucrania, Romanishin jugó en 2002 para el Carpathia Galicia Lviv, con quien en el mismo año también participó en la Copa de Europa de Clubes, 2004 y 2005 para el equipo de la Universidad Nacional Ivan Franko de Lviv. En Alemania, jugó a principios de la década de 1990 para el Club de ajedrez de Lübeck desde 1873 en la 2ª Bundesliga, mientras tanto en el SV 1920 Hofheim  y en la temporada 2005/06 para el SC Kreuzberg en la 1ª Bundesliga. En Hungría jugó en el Budapesti Egyetemi Atlétikai Club de 2008 a 2010.

### Carrera posterior
Hoy en día, menos activo como jugador de torneos, Romanishin ha ganado, sin embargo, eventos más pequeños en el circuito de grandes maestros, como Solin-Split 2004 y Hotel Petra (Roma) 2005.
La mejor ubicación de Romanishin en el escalafón mundial fue en la lista de enero de 1978, donde ocupó el 11° lugar con 2610 puntos Elo.
Romanishin es filólogo, graduado de la Universidad Estatal de Lviv.

## Legado
El estilo de Romanishin ha sido descrito como agresivo y esto puede ser el resultado del entrenamiento que recibió cuando era junior. Junto con un grupo de otros aspirantes a maestros, primero fue entrenado por Viktor Kart (un instructor de la Academia de Deportes de Lviv) y luego, se le asignó como tutor a Mikhail Tal, un ex campeón mundial conocido por su ajedrez de ataque.[cita requerida]
En cuanto a teoría de aperturas, Romanishin hizo muchos aportes. En la variante Moscú de la defensa siciliana, ideó la continuación 4.c4, en la apertura inglesa con 1.c4 Cf6 2.Cc3 e6 3.Cf3 b6 4.e4 Ab7 5.Ad3. También el sistema de fianchetto 4.g3 y 4.Dc2 d5 5.cxd5 Dxd5 6.Cf3 Df5! 7.Dxf5 exf5, así como la variante Romanshin-Psakhis 4.e3 b6 5.Cge2 c5 6.a3 Aa5 y el gambito Romanshin 4.Dc2 d5 5.a3 Axc3+ 6.Qxc3 c5 7.dxc5 d4 en la defensa Nimzoindia fueron introducidos por él.
Las nuevas variantes populares que surgen de un temprano Ae7 en la defensa francesa, también fueron introducidas por él (y el MI postal australiano John Kellner) en la década de 1970 y han sido refinadas aún más por Morozevich y Short en la práctica más reciente.